# وظیفه (مدیریت پروژه)
وظیفه ( به انگلیسی  Task ) در مدیریت پروژه، فعالیتی است که باید در یک بازه زمانی یا سررسید مشخص، با خروجی مشخص و در جهت اهداف پروژه انجام گیرد. یک وظیفه ممکن است به مواردی شکسته (تقسیم) شود که هر مورد ( به انگلیسی assingment ) دارای تاریخ شروع و پایان و مسئول مشخص برای تکمیل شدن است. شروع هر یک از این موارد، وظیفه را در وضعیت "درحال اجرا" ( به انگلیسی  execution) قرار می‌دهد. تکمیل همه موارد باعث بسته شدن (completion) وظیفه می‌شود.
وظایف ممکن است به صورت پیش نیازی یا موازی در اجرا به هم وابسته باشند.
به‌طور کلی تکمیل وظایف نیاز به همکاری با دیگران دارد. تعامل انسانی میان افراد - مثلاً اعضای تیم - جهت انجام وظایف، باعث هم افزایی و استفاده بهینه از وقت، انرژی و منابع تیم و سازمان در جهت دستیابی به هدف‌های مشترک و ایجاد مکانیزم حیاتی برای انجام کارهای پیچیده و دشوار می‌گردد. 
در اکثر پروژه‌ها، تعریف وظایف دارای یک یا هر دو مشکل زیر است:
- وابستگی وظیفه: اگر چه وابسته بودن وظایف به یکدیگر امری طبیعی است، اما پیچیده بودن این وابستگی‌ها ممکن است باعث شود تا تعداد زیادی از وظایف پیش از تکمیل وظیفه ای خاص امکان شروع شدن را نداشته باشند.
- مشخص نبودن تعریف دقیق از تکمیل وظیفه: این موضوع عمدتاً به دلیل عدم شفافیت در تعریف وظیفه و مشخص نبودن دقیق نوع خروجی وظیفه برای مسئول رخ می‌دهد.